# Małochwiej Duży
Małochwiej Duży – wieś w Polsce położona w województwie lubelskim, w powiecie krasnostawskim, w gminie Krasnystaw. Obok miejscowości przepływa Wojsławka, niewielka rzeka dorzecza Wieprza.
W latach 1954–1961 wieś należała i była siedzibą władz gromady Małochwiej Duży, po jej zniesieniu w gromadzie Krasnystaw. W latach 1975–1998 miejscowość administracyjnie należała do województwa chełmskiego.
Wieś stanowi sołectwo gminy Krasnystaw. Według Narodowego Spisu Powszechnego (III 2011 r.) wieś liczyła 649 mieszkańców.
Wieś leżąca przy trasie Krasnystaw-Hrubieszów. Znajduje się tu szkoła podstawowa. Mieszkańcy utrzymują się w większości z rolnictwa i pracy w pobliskim Krasnymstawie.
Wierni Kościoła rzymskokatolickiego należą do parafii św. Franciszka Ksawerego w Krasnymstawie.

## Historia
Wieś notowana w początkach XV wieku, w roku 1419 pod nazwą „Malochphyeow”, w 1502 iuncta villas „Malocheyow”, 1564 „Malochwieiow”. Małochwiej w roku 1885 .
Według Słownika geograficznego Królestwa Polskiego z roku 1885 Małochwiej, wieś w powiecie krasnostawskim, gminie i parafii Krasnystaw, posiadał szkołę początkową 1. klasową ogólną. Według spisu z 1827 roku była to wieś rządowa z 31. domami i 207 mieszkańcami.
Wsie Małochwiej Duży i Małochwiej Mały notowane są jako odrębne byty osadnicze w spisie gromad z roku 1952 .